# Gabriele Schnitzenbaumer
Gabriele Schnitzenbaumer (* 15. September 1938 in Augsburg) ist eine deutsche Malerin und Bildhauerin.

## Leben
Aufgewachsen in den Kriegsjahren und der Nachkriegszeit, beschreibt sie ihre Kindheit trotz allem als glücklich: „Es bleibt die Erinnerung an eine verzweifelt sorgende Mutter, an einen ,an der Front‘ abwesenden Vater. An Stunden in Luftschutzkellern, an Sirenengeheul, an viele verwegene Abenteuer in den Ruinen und auf dem Schwarzmarkt. Und an den Rausch des Kriegsendes. An Orangen, Bananen, Schokoladen, die uns die Amerikaner von ihren Panzern herab zuwarfen.“
Die für die Kinder der Nachkriegszeit teilweise traumatischen Erlebnisse verarbeitete sie später in der Installation „Lager Lechfeld 1944“. Die deutsche Literaturwissenschaftlerin Gisela Ecker schreibt dazu in  „Gabriele Schnitzenbaumer – Bilder und Skulpturen“: „Die Installation „Lager Lechfeld 1944“ – auf ca. 50 Quadratmetern raumgreifend angeordnet – geht auf Erfahrungen der Luftangriffe auf Augsburg und insbesondere den Bombenabwurf auf den Fliegerhorst Lechfeld zurück, bei dem am 12. September 1944 sechsundsiebzig Menschen starben. Im Alter von sechs Jahren hat die Künstlerin „bei der Brandlöschung, Leichenbergung und Aufräumung mitgeholfen.“ Um die verstümmelten und verkohlten Leichen herum hatten die Kinder die im Umkreis der Toten liegenden Gegenstände arrangiert, als Fundstücke, die der meist vergeblichen Identifikation dienen sollten. Solche Fundstücke, übriggebliebene, nun nutzlose Artefakte, sind den „Verlorenen Kindern“ an den Leib gebunden. Erzählungen, die in diese Installation eingeschrieben sind, gibt es in künstlerischer Auseinandersetzung nur auffallend spärlich, es existieren nur einige, allerdings wortreiche Erfahrungsberichte und Beschreibungen der Folgen der Bombardierungen durch die Alliierten.“
Vor 1950 besuchte sie die Augsburger Kunstschule.  Anschließend ging sie für ein Jahr nach New York. Manhattan wurde ihr zu einer zweiten Heimat, in der sie einen Teil des Jahres arbeitet und lebt.
Seit 1970 ist sie als freischaffende Künstlerin tätig.
Ab 1974 folgten schnell erste Ausstellungen und Veröffentlichungen. Dazu kamen Themen- und Einzelausstellungen in Deutschland sowie Ausstellungen in Österreich, Frankreich und den Niederlanden. Seit 1990 stellt sie regelmäßig in den USA aus, vor allem New York und Atlanta.
Von 1982 bis 1992 übte sie eine Lehrtätigkeit an der Ludwig-Maximilians-Universität München aus. Es folgten Arbeiten mit Studenten und gemeinsamen Projekte mit Kollegen.
Sie arbeitete an verschiedenen Großprojekten im öffentlichen Raum. Die Installation „Lager Lechfeld 1944“ in St. Martin, Graben ist sicher eine ihrer wichtigsten Arbeiten.
Gabriele Schnitzenbaumer lebt und arbeitet heute am Ammersee sowie einige Monate des Jahres in New York und auf den Seychellen.

## Arbeiten im Öffentlichen Raum
- 2014 „Friedensengel“, Graben

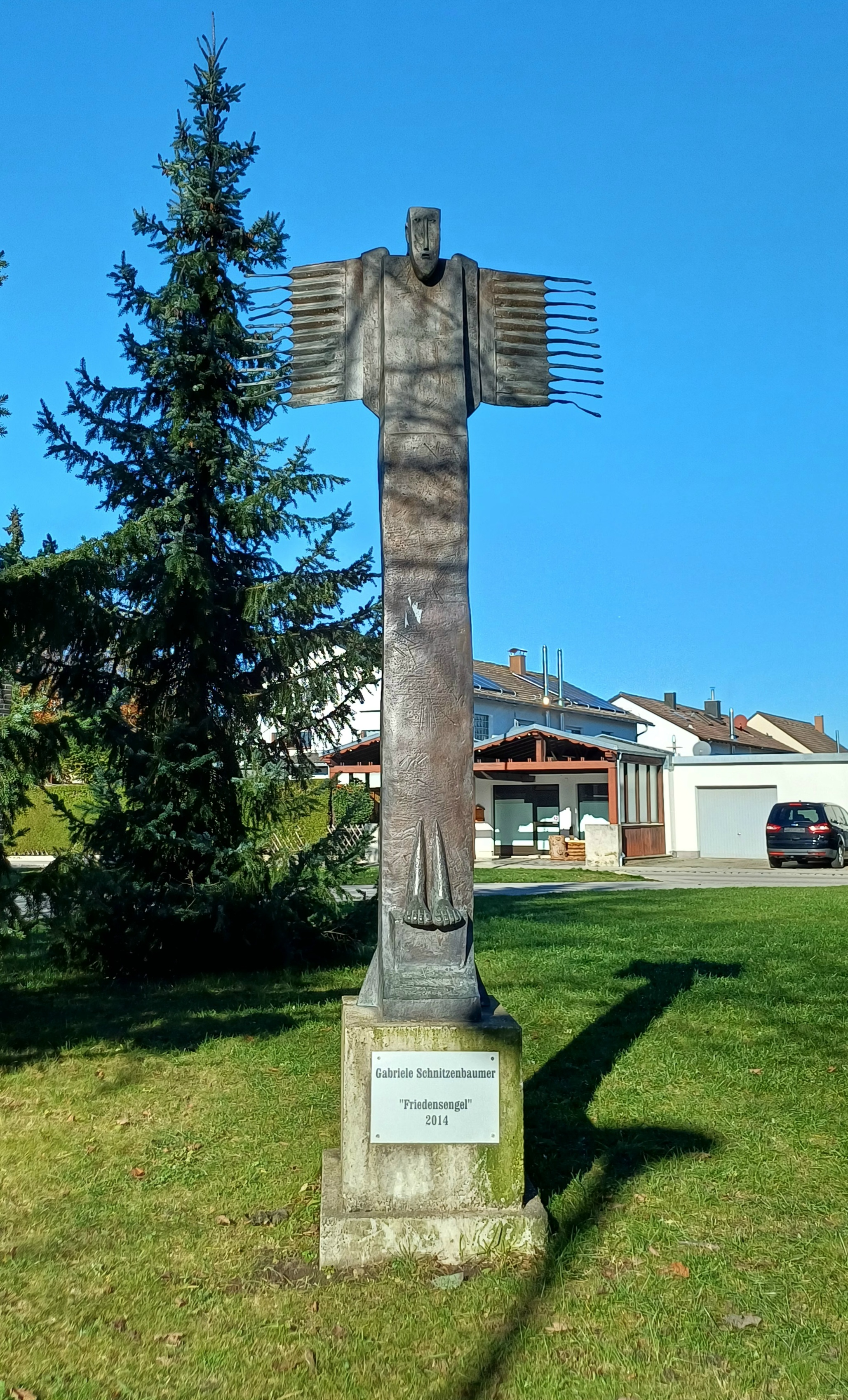
Friedensengel, 2014

- 2007 „Sonntag Nachmittag“, Monte Cito, Kalifornien, USA
- 2006 „Denkmal für einen Engel“, Graben
- 2005 „Lager Lechfeld 1944“, St. Martin, Graben
- 2004 Wandbild für die Architektin Christa Giesecke, New York-Harlem
- 1995 „Maskenstangen“ 11 Skulpturen für die Frankenwaldklinik, Kronach
- 1995 Mit einem studentischen Arbeitskollektiv: „Ausgrabung“ Installation im Park des Gerichts von Moosburg
- 1989 Großskulptur für die Stadt Troisdorf
- 1986 Fassade der Firma Lindenberg, Troisdorf
- 1986 Rauminstallation im Administrationsgebäude der Firma Veyhl, Neuweiler (Schwarzwald)
- 1986 Objektwand „Mythen, Rollen, Träume“, Universität München
- 1985 Mit einem studentischen Arbeitskollektiv: Objektwand in Keramik im neuen Gebäude der Universität München
- 1984 Mit einem studentischen Arbeitskollektiv: Erstellung einer Reliefwand in Keramik für die Empfangshalle des Hotels NOVOTEL in München-Neuperlach

## Ausstellungen (Auswahl)
- 2014 Forum Rutzmoser, München; Langhaus, Ammersee; Friedensweg, Lechfeld
- 2013 Städtische Galerie, Isny;Oberkapelle, Isny;Seidl 4, Murnau; Roccafederighi, IT
- 2012 Galerie Creative Mind, München
- 2011 Seidl 4, Murnau; St. Martin, Graben; Langhaus, Ammersee
- 2010 Am Eicholz, Murnau; Galerie Laimböck, Langenbroek, NL; The Lowe Gallery, Atlanta, GA, USA
- 2009 The Lowe Gallery, Atlanta, GA, USA; Ronstedt, München; Langhaus, Ammersee
- 2008 Seidl Villa, Murnau; Forum Rutzmoser, München; Galerie Laimböck, Langenbroek, NL; The Lowe Gallery, Atlanta, GA, USA
- 2007 Projekt Skulpturenhalle
- 2006 Forum Rutzmoser, München; Galerie Creative Mind, Germering;Seidl Villa, Murnau; Galerie Laimböck, Langenbroek, NL
- 2005 Galerie Wernz, Nendingen; Galerie am Eichholz, Murnau;Galerie Capazza, Paris, F
- 2003 Galerie Laimböck, Langenbroek, NL
- 2002 “13th Anniversary Show,” The Lowe Gallery, Atlanta, GA, USA
- 2000	The Lowe Gallery, Atlanta, GA, USA; Kunsthalle Schwaben, Weitnau
- 1999	The Lowe Gallery, Atlanta, GA, USA;Galerie Capazza, Paris, F; Galerie Götz, Stuttgart;
- 1998	Atelier Tapisserien, München;Kunsthalle Schwaben, Weitnau; Workshop, Projekt; “Weltumwohnung”, Gulgong, AUS,
- 1997 Projekt: “Weltumwohnung”; Galerie Capazza, Paris, F; Galerie Aedes, Berlin; Alter Botanischer Garten, München; Galerie Wernz, Nendingen
- 1995	Art & Arche, Wendhausen;B-15 Galerie, München; Kunsthalle Schwaben, Weitnau
- 1994 Domizil, Berlin; Diagramm, New York, NY, USA
- 1993 Kunst + Form Galerie, Arnbruck; Gallery Hanson, New York, NY, USA
- 1992 Galerie Mader, München The Lowe Gallery, Atlanta, GA, USA; Die Ecke, Augsburg; Galerie Götz, Stuttgart; The Lowe Gallery, Santa Monica, CA, USA
- 1991 Galerie Ruth Siegel, New York, NY, USA; E + P Galerie, Düsseldorf
- 1990 Städtische Galerie, Neuburg; E + P Galerie, Düsseldorf; The Bindery, Buffalo, NY, USA; Galerie Ruth Siegel, New York, NY, USA
- 1989 Studiogalerie, München; Galerie im Osramhaus, München; Galerie Hasieber & Roth, München; Galerie Götz, Stuttgart
- 1988 Galerie Betz, München; Bayerische Landesvertretung, Bonn
- 1987 Galerie Mader, München; Galerie Götz, Stuttgart; Galerie Krakel, Krumbach; Galerie Die Ecke, Augsburg
- 1986 Handwerkskammer, Köln
- 1984 Galerie Götz, StuttgartGalerie Lindemann, Hamburg Boisseree, Köln
- 1983 Studio R, Mannheim;Atelier Galerie, Nördlingen;
- 1982 Galerie Götz, Stuttgart; Galerie Rolandshof, Remagen; Galerie Voigt, Nürnberg; Galerie Apfelbaum, Karlsruhe; Galerie im Zielemp, Olten, CH
- 1981 Klus Galerie, Zürich, CH; Galerie Tabula, Tübingen; Galerie Schaller, Stuttgart
- 1980Klus Galerie, Zurich, CH; Galerie November, Berlin; Galerie Hendrik Kling, Stuttgart
- 1979 Galerie im Horvath-Haus, Murnau; Galerie Margelik, München; Galerie Kreth d’Orey, Heidelberg; Kleine Schlossgalerie, München
- 1978 Galerie November, Berlin; Galerie Ingrid Schuster, München; Galerie Moderne, Zwischenahn
- 1977 Galerie Lutz, Stuttgart; Galerie XX, Hamburg; Landshuter Galerie, Landshut
- 1976 Galerie Margelik, München; Galerie Voigt, Nürnberg; Galerie Niemann, Bochum
- 1975 Galerie Blanche, Heidelberg; Galerie Reklau, Augsburg
- 1974Schmuckgalerie, München Galerie 1900, München

## Editionen
- Venedig, Mappe mit 5 Aquarellen, Auflage 20
- Ein Tag am Meer, Mappe mit 5 Aquarellen, Auflage 15
- Chez Gabi, Kochbuch, Auflage 50

## Illustrationen
- Christine Koschel: Das Ende der Taube. Gedichte, Corvinus Presse 1992
- Ulrike Gies: Störamöben.  Gedichte, Corvinus Presse